# Estrecho de Gisund
El estrecho de Gisund o Gisundet (en noruego: Gisundet) es un estrecho de unos 35 km de longitud en el municipio de Senja, en el condado de Troms, Noruega. Separa la isla de Senja del continente. El puente de Gisund lo cruza.